# Béla Guttmann
Béla Guttmann (Budapest, Pest, Austria-Hungría, 27 de enero de 1899-Viena, Austria, 28 de agosto de 1981) fue un futbolista y entrenador austro-húngaro que jugaba de mediocampista. Dirigió a diferentes clubes europeos, entre los cuales cabe a destacar el SL Benfica, al cual hizo campeón en dos ocasiones de la Copa de Europa, (hoy Liga de Campeones de la UEFA) ganando la primera copa en 1961 cuando derrotó al Barcelona y la segunda venciendo al Real Madrid en la edición siguiente de 1962. Hasta el día de la fecha es el único director técnico que llegó a dirigir una final de Copa Libertadores y de Liga de Campeones de la UEFA en un mismo año.
Considerado como uno de los más importantes teóricos y estrategas del fútbol del siglo xx, formó junto con Márton Bukovi y Gusztáv Sebes un triunvirato de entrenadores radicales húngaros que fueron pioneros en la formación del 4-2-4 y también se le acredita el haber sido mentor de Eusébio. Sin embargo, a lo largo de su carrera nunca estuvo lejos de la controversia. Consumado viajante, tanto como jugador como entrenador, rara vez se quedó en un club por más de dos temporadas, y fue citado diciendo que la tercera temporada es fatal. Fue despedido del AC Milan cuando lo tenía como líder de la Serie A, y también despedido del Benfica después que le rechazaran una solicitud de aumento de sueldo, supuestamente dejando al club con una maldición centenaria que aún persiste en el siglo xxi.

## Carrera como entrenador
Guttmann regresó a Europa en 1932 y en los años previos al estallido de la Segunda Guerra Mundial entrenó equipos en Austria, Holanda y Hungría. Después de varios encuentros con su ex club SC Hakoah Wien y luego SC Enschede, tuvo su primer éxito serio con el Újpest FC en la temporada 1938-39, ganando la liga húngara y la Copa Mitropa.
Durante el genocidio de los judíos húngaros en 1944, Guttman se escondió inicialmente en un ático en Újpest, ayudado por su cuñado no judío. Luego fue enviado a un campo de trabajos forzados. Escapó en diciembre de 1944, justo antes de que fuera enviado a Auschwitz junto con Ernest Erbstein, otro famoso entrenador judío-húngaro. Tanto su padre como su hermana fueron asesinados en Auschwitz. Durante muchos años, la historia de lo que le sucedió durante el holocausto no estaba clara, hasta que David Bolchover escribió sobre ella en su biografía de Guttman titulada The Greatest Comeback.
Después de la guerra, Guttmann se hizo cargo brevemente del Vasas SC, antes de unirse a Ciocanul en Rumania. Debido a la escasez de alimentos, Guttman insistió en que su salario debía pagarse en verduras. Posteriormente se fue del club rumano después de que un director intentó intervenir en la selección del equipo. Luego se reincorporó al Újpest FC, conocido entonces como Újpesti TE, y ganó otro título de la liga húngara antes de suceder a Ferenc Puskás (padre) como entrenador en el Kispest AC. Sin embargo, se peleó con Ferenc Puskás (hijo), otra vez por selección de equipo, y una vez más Guttmann abandonó.

### Fútbol italiano
Al igual que muchos otros futbolistas y entrenadores húngaros, Guttmann pasó un tiempo en Italia. Después de sus experiencias en el Calcio Padova y US Triestina Calcio, fue nombrado entrenador del AC Milan en 1953. Con un equipo que incluía a estrellas como Gunnar Nordahl, Nils Liedholm y Juan Alberto Schiaffino, Guttmann los puso al frente de la tabla en los primeros diecinueve partidos de la Serie A en su segunda temporada a cargo cuando una serie de disputas con la junta lo llevaron a su despido.
Posteriormente dijo en una conferencia de prensa atónita: "Me han despedido a pesar de que no soy ni un criminal ni un homosexual. ¡Adiós!". A partir de entonces, insistió en una cláusula de su contrato que decía que no podía ser despedido si su equipo estaba en la cima de la tabla. Posteriormente dirigió un cuarto club italiano, Vicenza Calcio.

### Periodo en América del Sur
Guttmann fue por primera vez a América del Sur de gira con Hakoah All-Stars en el verano de 1930. En 1957, regresó como entrenador con el equipo del Honvéd, que incluía a Ferenc Puskás, Zoltán Czibor, Sándor Kocsis, József Bozsik, László Budai, Gyula Lóránt y Gyula Grosics. Durante una gira por Brasil, el Honvéd jugó una serie de cinco partidos contra CR Flamengo, Botafogo y un combinado del Flamengo y Botafogo.
Guttmann luego se quedó en Brasil y se hizo cargo del São Paulo FC y con un equipo que incluía a Dino Sani, Mauro y Zizinho, ganó el Campeonato Estatal de São Paulo en 1957. Fue en Brasil cuando ayudó a popularizar el 4-2-4, que fue promovido por sus compatriotas Márton Bukovi y Gusztáv Sebes, y fue utilizado posteriormente por Brasil cuando ganaron la Copa Mundial de la FIFA de 1958. Antes de finalmente retirarse como entrenador, en 1962 Guttmann regresaría a Sudamérica para administrar al CA Peñarol, pero fue reemplazado en octubre por Juan Peregrino Anselmo, quien guio el equipo al título de la Liga Uruguaya ese mismo año.

### S. L. Benfica
En 1958, Guttmann llegó a Portugal y se embarcó en el proyecto más exitoso de su carrera. Se hizo cargo del FC Porto y los ayudó a revisar una ventaja de cinco puntos del Benfica para ganar su primer título de la liga portuguesa en 1959. La temporada siguiente dejó el club blanquiazul y se unió al Benfica, el club más importante del país. Allí despidió rápidamente a 20 jugadores de alto nivel, promovió a una serie de jugadores juveniles y ganó la liga nuevamente en 1960 y 1961. Bajo el mando de Guttmann, el Benfica, con un equipo que incluía a Eusébio, José Águas, José Augusto, Costa Pereira, António Simões, Germano y Mário Coluna, también ganó la Copa de Europa dos veces seguidas. En 1961 derrotaron al Barcelona por 3-2 en la final y en 1962 retuvieron el título, al vencer al Real Madrid por 5-3.
Según la leyenda, Guttmann contrató a Eusébio después de una reunión casual en una peluquería. Sentado junto a Guttman estaba José Carlos Bauer, futbolista internacional brasileño y uno de sus sucesores en São Paulo. El equipo carioca estuvo de gira en Portugal y el entrenador mencionó a un jugador destacado que había visto mientras recorrían Mozambique —por aquel entonces aún una colonia portuguesa—. Eusébio también atrajo el interés del Sporting de Portugal, el eterno rival del Benfica. Guttman se movió rápidamente y firmó con el entonces jugador de 19 años para el Benfica.
Para celebrar el 110.º aniversario del Benfica se dio a conocer una estatua de Guttman celebrando sus dos Copas de Europa. La estatua hecha por el escultor húngaro László Szatmári Juhos se colocó en la puerta 18 del Estádio da Luz.

## La maldición de Guttmann sobre el Benfica
El entrenador húngaro, que guio al Benfica hacia la victoria en dos Copas de Europa a principios de la década de 1960, fue destituido por el club después de solicitar un aumento salarial. El día de su despido pronunció una frase que, en ese momento, se consideró anecdótica, pero con el paso del tiempo y las derrotas en finales, se ha convertido en una especie de carga para el club y sus seguidores: "El Benfica sin mí nunca ganará una copa europea", aunque la frase concreta fue: 

En cien años, desde hoy, el Benfica, sin mí, no ganará una copa europea.

 Desde entonces, el Benfica ha disputado un total de 8 finales europeas, 5 de Champions League (1963, 1965, 1968, 1988 y 1990) y 3 de Europa League (1983, 2013 y 2014), habiéndolas perdido todas. La última final perdida fue por tanda de penaltis contra el Sevilla FC, en el Juventus Stadium de Turín.
Incluso antes de la final de 1990 ante el AC Milan, que se disputó en Viena, donde Guttmann falleció y fue enterrado, pudo verse a la leyenda Eusébio rezando ante su tumba y suplicando para que en el más allá le perdone la maldición al equipo. En consecuencia, el equipo lleva 65 años sin ganar un torneo en Europa.

## Fallecimiento
Bela Guttman falleció el 28 de agosto de 1981, en Viena, Austria.

## Estadísticas

### Selección nacional
Fue internacional con la Selección de fútbol de Hungría en 4 ocasiones marcando un gol. Logró alcanzar los octavos de final de los juegos olímpicos realizados en Colombes en 1924.

#### Participaciones en Juegos Olímpicos
| Mundial               | Sede  | Resultado   |
| --------------------- | ----- | ----------- |
| Juegos Olímpicos 1924 | París | 8° de final |

### Como jugador
| Club               | País           | Año       |
| ------------------ | -------------- | --------- |
| MTK Hungária FC    | Hungría        | 1919-1921 |
| Hakoah Vienna      | Austria        | 1922-1926 |
| Brooklyn Wanderers | Estados Unidos | 1926      |
| Gigantes NY        | Estados Unidos | 1926-1929 |
| Hakoah NY          | Estados Unidos | 1929-1930 |
| Soccer Club NY     | Estados Unidos | 1930      |
| Hakoah All-Stars   | Estados Unidos | 1931-1932 |

### Como entrenador
| Club                  | País           | Año       |
| --------------------- | -------------- | --------- |
| Hakoah Vienna         | Austria        | 1933-1935 |
| Sportclub Enschede    | Países Bajos   | 1935-1937 |
| Hakoah Vienna         | Austria        | 1937-1938 |
| Újpest Dózsa          | Hungría        | 1938-1939 |
| Vasas SC              | Hungría        | 1945      |
| Maccabi Bucureşti     | Rumania        | 1946      |
| Újpest Dózsa          | Hungría        | 1947      |
| Budapest Honvéd       | Hungría        | 1946-1947 |
| Calcio Padova         | Italia         | 1949-1950 |
| Triestina             | Italia         | 1950-1952 |
| Quilmes               | Argentina      | 1952      |
| APOEL Nicosia         | Chipre         | 1952-1953 |
| Milan                 | Italia         | 1953-1955 |
| Vicenza               | Italia         | 1955-1956 |
| Budapest Honvéd       | Hungría        | 1957      |
| São Paulo             | Brasil         | 1957-1958 |
| Porto                 | Portugal       | 1958-1959 |
| Benfica               | Portugal       | 1959-1962 |
| Peñarol               | Uruguay        | 1962-1963 |
| Selección de Austria  | Austria        | 1964      |
| Selección de Portugal | Portugal       | 1965-1966 |
| Servette              | Suiza          | 1966-1967 |
| San Diego Toros       | Estados Unidos | 1967-1968 |
| Dallas Tornado        | Estados Unidos | 1969-1971 |
| Porto                 | Portugal       | 1973-1974 |

## Palmarés

### Como jugador

#### Campeonatos nacionales
| Título                 | Club            | País           | Año     |
| ---------------------- | --------------- | -------------- | ------- |
| Soproni Liga           | MTK Budapest    | Hungría        | 1919-20 |
| Soproni Liga           | MTK Budapest    | Hungría        | 1920-21 |
| Liga austriaca         | Hakoah Vienna   | Austria        | 1924-25 |
| National Challenge Cup | New York Hakoah | Estados Unidos | 1929    |

### Como entrenador

#### Campeonatos nacionales
| Título              | Club           | País     | Año     |
| ------------------- | -------------- | -------- | ------- |
| Soproni Liga        | Újpest Dózsa   | Hungría  | 1938-39 |
| Soproni Liga        | Újpest Dózsa   | Hungría  | 1946-47 |
| Campeonato Paulista | São Paulo F.C. | Brasil   | 1957    |
| Primera División    | SL Benfica     | Portugal | 1960-61 |
| Copa de Portugal    | SL Benfica     | Portugal | 1962    |
| Primera División    | C. A. Peñarol  | Uruguay  | 1962    |

#### Copas internacionales
| Título         | Club         | País     | Año     |
| -------------- | ------------ | -------- | ------- |
| Copa Mitropa   | Újpest Dózsa | Hungría  | 1939    |
| Copa de Europa | SL Benfica   | Portugal | 1960-61 |
| Copa de Europa | SL Benfica   | Portugal | 1961-62 |

#### Clasificaciones de los mejores entrenadores de todos los tiempos
| Premio          | Posición | Top 10 | Año  | Referencias   |
| --------------- | -------- | ------ | ---- | ------------- |
| World Soccer    | 9°       | Sí     | 2013 | [ 18 ] [ 19 ] |
| ESPN            | 16°      | No     | 2013 | [ 20 ] [ 21 ] |
| France Football | 24°      | No     | 2019 | [ 22 ] [ 23 ] |